# Barghāt
Barghāt är en ort i Indien.   Den ligger i distriktet Seonī och delstaten Madhya Pradesh, i den centrala delen av landet, 800 km söder om huvudstaden New Delhi. Barghāt ligger 538 meter över havet och antalet invånare är 11 219.
Terrängen runt Barghāt är platt. Runt Barghāt är det ganska tätbefolkat, med 144 invånare per kvadratkilometer. Närmaste större samhälle är Seoni, 19,7 km väster om Barghāt. Trakten runt Barghāt består till största delen av jordbruksmark.